# Patrick Duncan

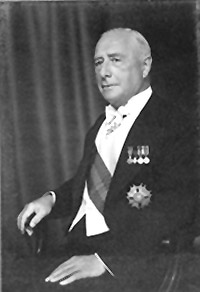
Patrick Duncan omstreeks 1940

Patrick Duncan GCMG (Fortrie, 21 december 1870 - Pretoria, 17 juli 1943) was de zesde gouverneur-generaal van de Unie van Zuid-Afrika.

## Biografie
Patrick Duncan werd in 1870 in Schotland geboren. Hij studeerde klassieke wetenschappen aan de Universiteit van Edinburgh en de Universiteit van Oxford (Balliol College). Vervolgens studeerde hij rechten aan de Inner Temple. Na zijn studies trad hij in Britse overheidsdienst.
Patrick Duncan werd in 1901, tijdens de Tweede Boerenoorlog (1899-1903) door burggraaf Milner gerekruteerd om toe te treden tot het door hem ingestelde team van jonge bestuurders ("Milner's kindergarten", "Milners kleuterschool"), om het door Groot-Brittannië veroverde Transvaal te besturen en verengelsen. Van 1903 tot 1907 was Duncan koloniaal secretaris van Transvaal. Hij droeg bij aan de repatriëring van de oud-krijgsgevangenen en de wederopbouw van de voormalige Boerenrepubliek. In 1907, het jaar waarop Transvaal zelfbestuur kreeg binnen het Britse Rijk, trad hij als koloniaal secretaris af. Van 1907 tot 1910 was hij advocaat en van 1908 tot 1909 werd hij juridisch adviseur van de Transvaler delegatie welke in Londen onderhandelde over de samenvoeging van de voormalige Boerenrepublieken en de Kaapprovincie tot één unie. In 1910 mondden de onderhandelingen uit in de stichting van de Unie van Zuid-Afrika.
Patrick Duncan werd in 1910 voor de Unionist Party  (UP) in het Unie Parlement (Volksraad) gekozen. Later trad hij toe tot de Suid-Afrikaanse Party (SAP, een partij van Boeren en blanke Engelstaligen) van premier Louis Botha. Van 1921 tot 1924 was hij minister van Binnenlandse Zaken, Volksgezondheid en Onderwijs in het kabinet van premier Jan Smuts. Van 1933 tot 1933 tot 1936 was hij minister van Mijnbouw onder premier James Barry Munnik Hertzog.

## Gouverneur-generaal van Zuid-Afrika
Toen de Suid-Afrikaanse Party in 1934 opging in de Verenigde Party (1934), werd Duncan lid van deze partij. In 1936 trad hij als parlementslid en werd door premier Hertzog naar voren geschoven als kandidaat voor het gouverneur-generaal van de Unie van Zuid-Afrika.
In 1937 werd Patrick Duncan benoemd tot gouverneur-generaal van Zuid-Afrika en vertegenwoordigde als zodanig koning George VI van het Verenigd Koninkrijk. Ter gelegenheid van zijn benoeming tot gouverneur-generaal werd hij door de koning onderscheiden met het Grootkruis in de Orde van Sint-Michaël en Sint-George) en de benoeming tot lid van de Privy Council ("Privé Raad") benoemd. Sir Patrick Duncan was de eerste Zuid-Afrikaanse staatsburger die het ambt van gouverneur-generaal bekleedde. Hij bleef gouverneur-generaal tot zijn dood in 1943.
De pro-Britse Duncan weigerde in 1939 om nieuwe verkiezingen uit te schrijven, omdat hij bang was dat de voorstanders van neutraliteit (Hertzog, Daniel François Maln e.a.) deze verkiezingen zouden winnen. Premier Hertzog, voorstander van neutraliteit, had als gevolg van de actie van de gouverneur-generaal te weinig steun in het pro-Engelse parlement en trad af. De pro-Britse Jan Smuts volgde hem op 5 september 1939 als premier op. Eén dag na het aantreden van Smuts verklaarde Zuid-Afrika de oorlog aan nazi-Duitsland en zijn bondgenoten. Hoewel Duncan zich hierdoor niet geliefd maakte bij Afrikaner nationalisten, bleef hij populair onder gematigde Afrikaners en de Engelstalige bevolking.
Op 5 april 1942 werd zijn ambtstermijn verlengd, maar zijn gezondheid ging snel achteruit en hij overleed op 72-jarige leeftijd, op 17 juli 1943 te Pretoria.
Sir Patrick Duncan was een bescheiden man en vertegenwoordigde de Britse liberale traditie.

## Privé
Sir Patrick Duncan was getrouwd met Alice Dold. Het echtpaar had een dochter en drie zoons. Een van zijn zoons Patrick Duncan Jr. (†1967), was een anti-apartheidsactivist.

## Trivia
- Duncan Street, een straat in Pretoria is naar Patrick Duncan genoemd.
- Duncanville bij Vereeniging, Duncan Village in Port Elizabeth en Duncan Dock bij de Tafelbaai zijn naar Patrick Duncan genoemd.

## Publicatie
- Friendship and union. The South African letters of Patrick Duncan and Maud Selborne, 1907-1943. Ed. and introd. by Deborah Lavin. Cape Town, Van Riebeeck Society, 2010. ISBN

9780981426419
Herbert John Gladstone · Sydney Charles Buxton · Arthur van Connaught · James Rose-Innes · Alexander van Teck · Patrick Duncan · Nicolaas Jacobus de Wet · Gideon Brand van Zyl · Ernest George Jansen · Lucas Cornelius Steyn · Charles Swart · Lucas Cornelius Steyn
- Bibliothèque nationale de France: cb16257737b (data)
- Gemeinsame Normdatei: 142861073
- International Standard Name Identifier: 0000 0001 2035 2634
- Library of Congress Control Number: no2011092581
- Nederlandse Thesaurus van Auteursnamen: 331110458
- SNAC: w6r88905
- Système universitaire de documentation: 187357617
- Virtual International Authority File: 160033906
- WorldCat: E39PBJjHk7wVWXF7gDhQPKTGpP